# Audi A4 B8
Az Audi a B8 generációs Audi A4-et 2007 szeptemberében mutatta be a Frankfurti Autószalonon. Az első hivatalos fényképek 2007 augusztusában jelentettek meg a kocsiról. Az autó mind szedán, mind kombi (Avant) modellként megvásárolható. Az Avant modellt a cég 2008 márciusában a Genfi Autószalonon leplezte le. 

## Felépítés
A B8-as A4 az Audi moduláris Longitudinális Platformjára épült, csakúgy, mint az Audi A5 kupé. Korábban az A4-es tengelytávja sokkal rövidebb volt a motor, a tengelykapcsoló, és az első tengely elhelyezkedése miatt. Ez a platform csökkentette az első túlnyúlást, lehetővé téve, hogy azonos hosszúságú autóval állítsanak elő nagyobb tengelytávot. A becsült súlyeloszlás az első és a hátsó tengely között 55:45 az első tengely javára, de kiviteltől kismértékben függ. 
Az autó hossza 117 mm-rel nőtt az előző generáció óta, aminek következtében a hátul utazók lábtere is jelentősen nőtt. Annak ellenére, hogy a kocsi mérete minden irányban nőtt, a tömege 10%-kal csökkent a korábbi változathoz képest. A csomagtartó mérete 480 literesre nőtt a szedán változatban. Az Avant változat maximális csomagtere a hátsó ülések lehajtásával 1430 literesre növelhető. 
Az Audi egy hosszított tengelytávú változatot is bejelentett a kínai piac számára 2008 novemberében. Ebben a változatban a tengelytáv 60 mm-rel, a karosszéria hossza 50 mm-rel nőtt. 

## Felszereltség

### Jelentősebb újítások az A4-en
- LED-es menetfény(DRL)
- MMI (multimédia interfész)
- elektronikus parkoló fék
- sebességfüggő kormányzás (servotronic)

### Választható opciók
- sávelhagyás figyelmeztető automatika
- adaptív felfüggesztés
- kulcs nélküli zár és indítás
- Bang & Olufsen HIFI
- továbbfejlesztett parkoló rendszer beépített első és hátsó kamerával
- 7 collos képernyővel navigációs rendszer MMI multimédia rendszerrel
- adaptív, "kanyarbalátó" fényszórók
- Audi vezetési stílus választó

## Motorok

### Benzinmotorok
- 1,8 literes, 4 hengeres, 16 szelepes 120 lóerős
- 1,8 literes, 4 hengeres, 16 szelepes 160 lóerős
- 2,0 literes, 4 hengeres, 16 szelepes 180 lóerős
- 2,0 literes, 4 hengeres, 16 szelepes 211 lóerős
- 3,2 literes, 6 hengeres, 24 szelepes 265 lóerős

### Dízelmotorok
- 2,0 literes, 4 hengeres, 16 szelepes TDI, 120 lóerős
- 2,0 literes, 4 hengeres, 16 szelepes TDI, 143 lóerős
- 2,0 literes, 4 hengeres, 16 szelepes TDI, 170 lóerős
- 2,7 literes, 6 hengeres, 24 szelepes TDI, 190 lóerős
- 3,0 literes, 6 hengeres, 24 szelepes TDI, 204 lóerős
- 3,0 literes, 6 hengeres, 24 szelepes TDI, 240 lóerős